# حميد سمبيج
حميد سمبيج (13 أبريل 1963- 9 مارس 2019) ممثل ومخرج إماراتي شارك في أول عمل مسرحي لة مسرحية الله يكون في العون عام 1981

## أعماله

### المسلسلات التلفزيونية
- الحرب العائلية الأولى
- وديمة وحليمة
- ريح الشمال
- حاير طاير
- بنت الشمار
- سفينة الأحلام

### من المسرحيات
- الله يكون في العون
- الشيخ والطريق
- مأساة بائع الدبس
- القنديل الصغير
- روبن هود
- رأس المملوك جابر
- جميلة
- قبر المولى
- غاب القط
- عودة هولاكو
- الواقع صورة طبق الأصل
- ماكان لأحمد بنت سليمان
- حكايات من أزقة العالم الثالث
- لا تقصص رؤياك

### المسلسلات الإذاعية
- رحلة الإنتقام

## المهرجانات
شارك في معظم فعاليات أيام الشارقة المسرحية وكذلك المهرجانات الخليجية والعربية منها:
- مهرجان دمشق المسرحي.
- مهرجان الخليجي الثالث بدولة قطر.
- مهرجان الأول لمسرح الشباب بدولة الكويت.
- مهرجان الشباب العربي الخامس في الرياض.
- مهرجان المسرح التجريببي بالقاهرة.
- مهرجان المسرح العربي العلمي الأول بالقاهرة.

## الوظائف التي شغلها
حاصل على بكلوريوس فنون مسرحية قسم الإخراج والتمثيل (الكويت والقاهرة). أشرف وشارك في بعض الدورات المسرحية وعمل لمدة 8 سنوات مشرفاً بوزراة التربية والتعليم بالمسرح المدرسي وشارك في عدة لجان لتقييم الأعمال المسرحية وشارك كعضو في لجنة اختيار العروض المسرحية لعام 2003م لإيام الشارقة المسرحية وعمل مخرجاً ومراقباً للتنفيذ بإذاعة الشارقة وكتب بعض التمثيليات الإذاعية، كما عمل مخرجًا بتلفزيون الشارقة إلى أن وافته المنية.